# Kamocinek
Kamocinek [pronunciación en polaco: /kamɔˈt͡ɕEnɛk/] es un pueblo ubicado en el distrito administrativo de Gmina Grabica, dentro del Distrito de Piotrków, Voivodato de Łódź, en Polonia central. Se encuentra aproximadamente a 5 kilómetros al sur de Grabica, a 12 kilómetros al noroeste de Piotrków Trybunalski, y a 38 kilómetros al sur de la capital regional Łódź.
El pueblo tiene una población de 90 habitantes.